# Бесплодные усилия любви (Скорая помощь)
«Бесплодные усилия любви» (англ. Love's Labor Lost) — девятнадцатый эпизод первого сезона сериала «Скорая помощь». Премьера состоялась на канале NBC в США 9 марта 1995 года. Сценарий был написан Лэнсом Джентайлом, а режиссёром стала Мими Ледер. Эпизод заработал 5 премий «Эмми» (сценарий, режиссура, монтаж, звук и звуковой монтаж) и несколько других наград и номинаций.

## Сюжет
Доктор Марк Грин сталкивается со случаем беременной женщины, страдающей от осложнений, которые серьёзно угрожают её жизни и её нерождённому ребёнку. В другом месте, подросток был случайно отравлен инсектицидами, и доктору Питеру Бентону приходится справляться с падением его матери.

## Реакция
Во время оригинального показа, "Бесплодные усилия любви" занял первое место в рейтингах за неделю на 12 марта 1995 года, рейтингом Нильсена в 24,2. Это было шоу с самым высоким рейтингом на NBC с «Сайнфелдом» на втором месте и «Друзьями» на третьем. В 1997 году, «TV Guide» поставил его на третье место в списке «100 великих эпизодов всех времён». В 2009 году, он занял шестое место. Продюсеры шоу также считают его одним из лучших эпизодов «Скорой помощи», а Джон Уэллс говорит, что держит его как "пример того, как все творчески участвуют в том, что могло бы стать самым лучшим в шоу."
Эпизод заработал сценаристу Лэнсу Джентайлу премию «Эмми» за лучший сценарий драматического сериала на 47-й церемонии вручения премии, включая премию Гильдии сценаристов США за лучший сценарий в эпизоде драматического сериала на церемонии премии в 1995 году. Эпизод также заработал для Мими Ледер премию «Эмми» за лучшую режиссуру драматического сериала, а также номинацию на премию Гильдии режиссёров США за лучшую режиссуру драматического сериала на церемонии в 1995 году. Коллин Флинн заработала номинацию на премию «Эмми» как лучшая приглашённая актриса в драматическом сериале за её роль в этом эпизоде, что стало её единственным выступлением в сериале. Эпизод заработал множество других премий «Эмми»: лучшие индивидуальные достижения в монтаже в сериале для Рэнди Джона Моргана и Рика Тубера; лучшие индивидуальные достижения в звуке в сериале для Уолтера Ньюмана, Джона Восса Бондса-мл., Рика Камеры, Стивена М. Сакса, Джона Ф. Рейнольдса, Кэтрин Флинн, Томаса А. Харриса, Сьюзан Мик, Кейси Дж. Крэбтри и Джеймса Бэйли; а также лучшие индивидуальные достижения в монтаже звука в драматическом сериале для Расселла Дж. Фагера, Майкла Джирона, Аллена Л. Стоуна и Фрэнка Джонса. Эпизод также выиграл премию «Эдди» за лучший монтаж одночасового эпизода в сериале для Рэнди Джона Моргана и Рика Тубера.